# Couche session
La couche session est la 5e couche du modèle OSI.

## Définition OSI (ISO 7498-1)
Les deux services originaux de la couche session sont la synchronisation des communications (n'importe quel intervenant peut émettre à tout moment) et la gestion des « transactions ». Un service cependant a été rajouté, c'est un mécanisme de correction des erreurs de traitement par restauration d'un état antérieur connu.
Les services de transport sont des services de communication point à point, c'est-à-dire avec deux interlocuteurs.  Mais le modèle OSI doit aussi convenir aux communications multipoints. Deux genres de communications multipoints sont explicitement mentionnées dans la norme : les communications en étoile où une session est un ensemble de communications point à point avec un interlocuteur engagé dans tous les échanges ; et la diffusion où tous les interlocuteurs reçoivent tous les messages.  Des mécanismes de synchronisation sont alors requis pour savoir par exemple qui répond à quoi. C'est le rôle des protocoles de cette couche.
Quelques protocoles de la couche session : AppleTalk, NetBIOS, RPC.

## Remarques
Ce type de communication n'est pas bien pris en charge dans le monde IP, il n'y a donc pas de protocole d'origine IETF (Internet Engineering Task Force) fournissant un service de ce type. Les moyens de communication point à multipoint courants reposent donc sur UDP utilisé avec des adresses « multicast ».
L'ATM Forum a spécifié une signalisation pour établir des connexions ATM point à multipoint mais il s'agit de diffusion monodirectionnelle de niveau réseau.
Au sujet de la terminologie, on rencontre souvent le terme « session » pour désigner une connexion de niveau application, voire un contexte partagé par plusieurs connexions de niveau application sans support protocolaire (cas des « sessions Web » notamment). C'est un usage dérivé de sa signification dans les systèmes d'exploitation, indépendant du modèle OSI.